# لوئیس گوارا مورا
لوئیس گوارا مورا (اسپانیایی: Luis Guevara Mora‎؛ زادهٔ ۲ سپتامبر ۱۹۶۱) بازیکن سابق و مربی فوتبال اهل السالوادور است.
از باشگاه‌هایی که در آن بازی کرده‌است می‌توان به باشگاه فوتبال رئال مورسیا و باشگاه فوتبال آلیانسا اشاره کرد.
وی همچنین در تیم ملی فوتبال السالوادور بازی کرده‌است.